# Islamabad
Islamabad (en urdu: اسلام آباد‎, Islām ābād, que significa: «ciudad del Islam») es la capital federal de Pakistán, situada en la meseta de Potwar al norte del país, dentro del Territorio Capital de Islamabad. La zona ha sido, históricamente, parte de las encrucijadas del Punjab y la Frontera del Noroeste (el paso de Margalla ha sido una puerta histórica en la provincia de la Frontera del noroeste).  La antigua capital nacional era Karachi.
La ciudad fue construida durante la década de 1960 como una ciudad planificada para reemplazar a Karachi como capital pakistaní. El desarrollo del país se concentró en dicha ciudad y el presidente Ayub Khan quiso establecer una distribución más equitativa. Islamabad es una ciudad moderna y limpia, en especial si se la compara con el resto de urbes pakistaníes. La ciudad queda dividida en diferentes zonas o sectores como la zona diplomática, el distrito comercial, el educacional, la zona industrial y las zonas de recreo donde abundan comercios dedicados al ocio y parques. El monumento o edificación más notable y famoso de Islamabad es la Mezquita Faisal, conocida por su arquitectura y sus enormes dimensiones. El costo de la construcción fue cubierto por el Rey Faisal de Arabia Saudita.

## Historia

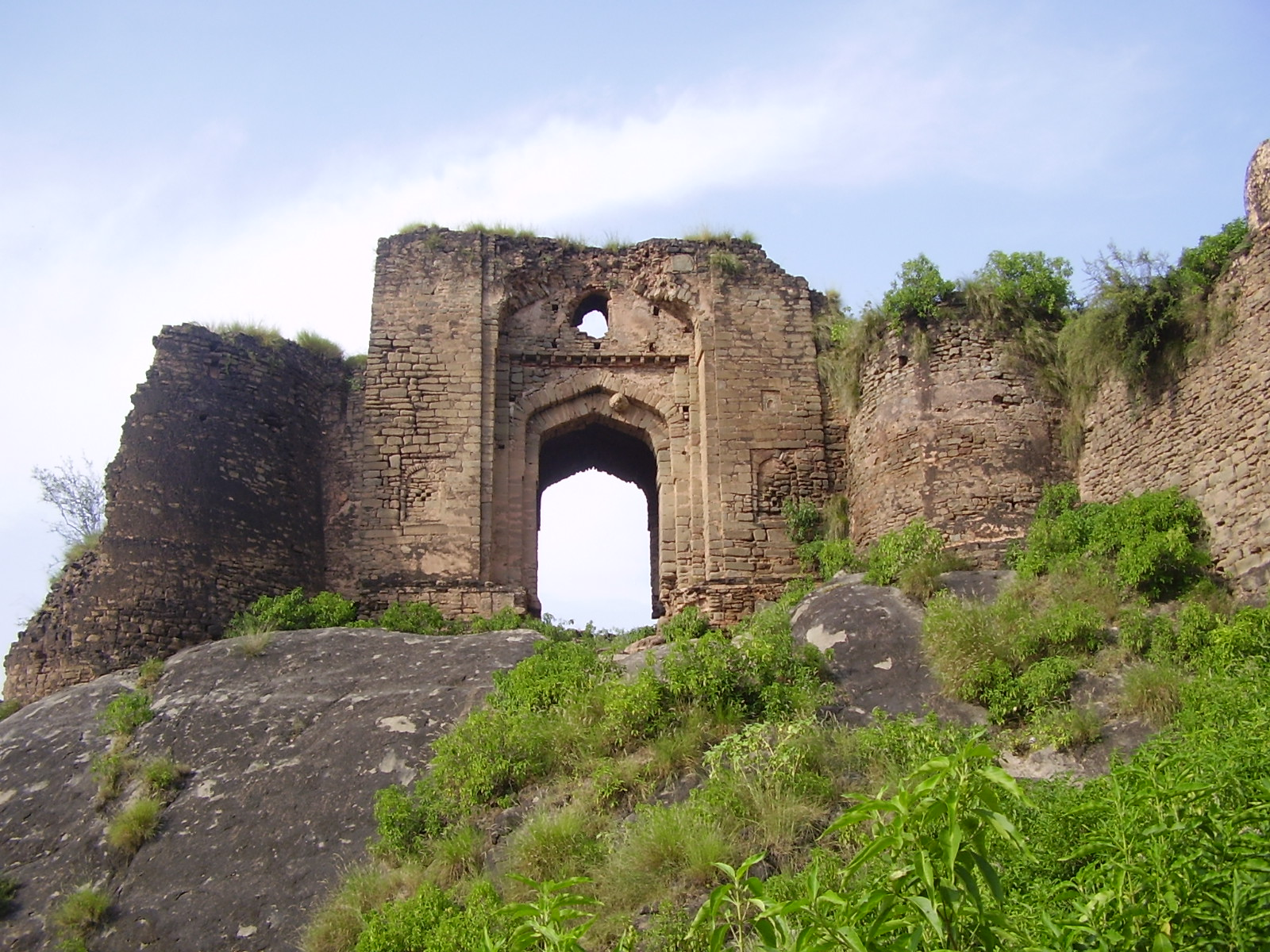
Zona fortificada junto al río Soan, datada del.

El territorio de Islamabad está situado en la meseta de Pothohar, considerada uno de los primeros sitios de asentamientos humanos en Asia. Algunos de los primeros utensilios de la Edad de Piedra en el mundo han sido encontrados en esta meseta, que datan de hace 100 000 a 500 000 años. Las piedras rudimentarias recuperadas de las terrazas del río Soan dan testimonio de los esfuerzos del hombre primitivo en el período interglacial.
También se han encontrado objetos de cerámica y utensilios que datan de la prehistoria. Las excavaciones del Dr. Abdul Ghafoor Lone revelan evidencia de una cultura prehistórica en la zona. Se han encontrado reliquias y cráneos humanos que datan del 5000 a. C., lo que indica que la región albergó a pueblos neolíticos que se asentaron a orillas del río Soan, y que posteriormente (alrededor del 3000 a. C.) desarrollaron pequeñas comunidades en la región.
La civilización del valle del Indo floreció en la región entre los siglos XXIII y XVIII a. C. En esta región también se desarrolló una localidad budista.
Muchos de los grandes ejércitos como los de Babur, Genghis Khan, Tamerlán y Ahmad Shah Durrani utilizaron el corredor a través de Islamabad en su camino para invadir el resto del subcontinente indio. La Islamabad moderna se asienta sobre el antiguo asentamiento conocido como Saidpur. Los británicos tomaron el control de la región a partir de 1849 y construyeron el acantonamiento más grande de Asia meridional en la región.

### Construcción y desarrollo
Cuando Pakistán se independizó en 1947, Karachi fue su primera capital. En 1960, Islamabad se construyó como la capital poco a poco por varias razones. Tradicionalmente, el desarrollo en Pakistán se centró en el centro colonial de Karachi, y el presidente Ayub Khan quería que se distribuyera por igual. Por otra parte, Karachi tenía condiciones climáticas tropicales, y se encuentra en un extremo del país, por lo que era vulnerable a los ataques desde el mar Arábigo. Pakistán necesitaba una capital que fuera fácilmente accesible desde todas las partes del país. Karachi, centro de negocios, también se consideró inadecuada en parte debido a la intervención de los intereses empresariales en los asuntos de gobierno. La situación recién seleccionada de Islamabad estaba más cerca del cuartel general del ejército en Rawalpindi y el disputado territorio de Cachemira en el norte.
En 1958, una comisión se constituyó para seleccionar un sitio adecuado para la capital del país, con especial énfasis en la ubicación, el clima, la logística y las necesidades de defensa, junto con otros atributos. Después de un extenso estudio, la investigación, y una revisión exhaustiva de los sitios potenciales, la comisión recomendó la zona noreste de Rawalpindi (1959). Una empresa griega de arquitectos, Konstantinos Apostolos Doxiadis, diseñó el plan maestro de la ciudad basada en un plan de la red, que era de forma triangular con el vértice hacia las colinas de Margalla. La capital no fue trasladada directamente desde Karachi a Islamabad, fue desplazada primero temporalmente a Rawalpindi, a principios de los años sesenta, y luego a Islamabad cuando el trabajo esencial del desarrollo se completó en 1966.

### Historia reciente
Islamabad ha atraído a gente de todas partes de Pakistán, por lo que es una de las ciudades más cosmopolitas y urbanizadas de Pakistán. A medida que la ciudad capital ha sido sede de varias reuniones importantes, como la cumbre de la Asociación del Asia Meridional para la Cooperación Regional.
En octubre de 2005, la ciudad sufrió algunos daños debido al terremoto de Cachemira, con una magnitud de 7,6. Islamabad ha experimentado una serie de incidentes terroristas, incluyendo el de julio de 2007 en Lal Masjid (Mezquita Roja), el de junio de 2008 contra la embajada de Dinamarca, y en septiembre de 2008 en los bombardeos de Marriott. En 2011, cuatro incidentes terroristas ocurridos en la ciudad, matando a cuatro personas, entre ellas el asesinato del entonces gobernador de Panyab, Salman Taseer.
A su vez algunos trágicos accidentes aéreos también tuvieron lugar aquí; el 28 de julio de 2010, el vuelo 202 de Airblue se estrelló en las colinas Margalla matando a todas las 152 personas a bordo; y el 20 de abril de 2012, el vuelo 213 de Bhoja Air, que llevaba 121 pasajeros, se estrelló al realizar una aproximación final para el aterrizaje.

## Creación de la ciudad
Ayub Khan solicitó los servicios del arquitecto y urbanista griego Constantinos Doxiadis como consultor para la elección de la nueva ubicación de la capital. Finalmente se eligió una zona junto a la antigua ciudad de Rawalpindi, la cual fue designada capital temporal. A Jan le interesaba esta ubicación ya que Rawalpindi era una ciudad guarnición leal a él, y a Doxiadis le ofrecía la posibilidad de desarrollar su concepto urbano llamado "Dynápolis".

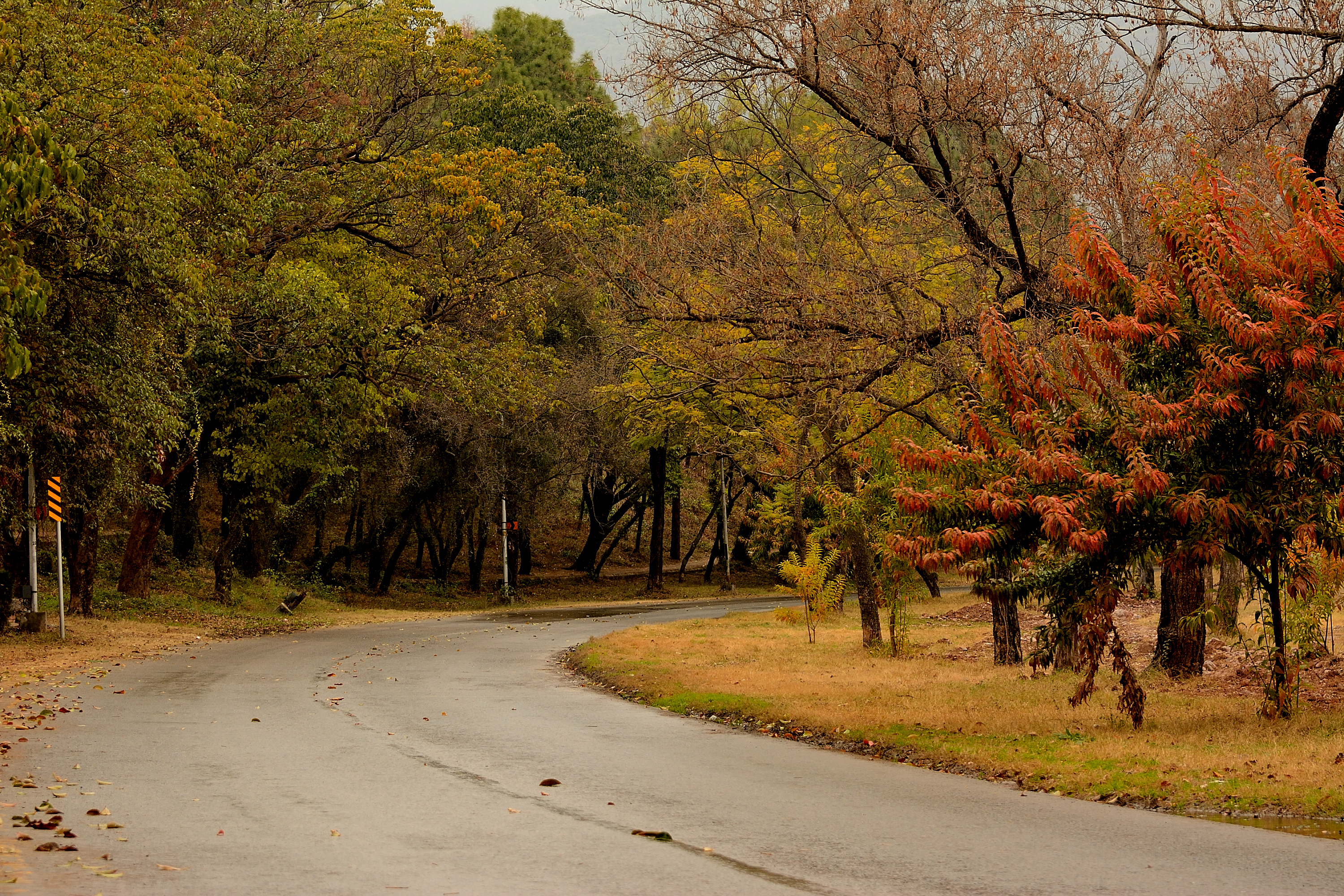
Islamabad en otoño.

En 1959 se decidía la construcción de la ciudad, en 1960 presentaba Doxiadis sus primeros estudios y en octubre de 1961 se iniciaba la ejecución. En 1965 se construye la Universidad de Islamabad y la Universidad Quaid-i-Azam. El 26 de octubre de 1966 la ciudad cobra vida al ocuparse el primer edificio de oficinas de la ciudad, y en 1967 la ciudad de Islamabad se convierte oficialmente en la capital de Pakistán. Los trabajos de construcción se completaron a mediados de la década de 1970.

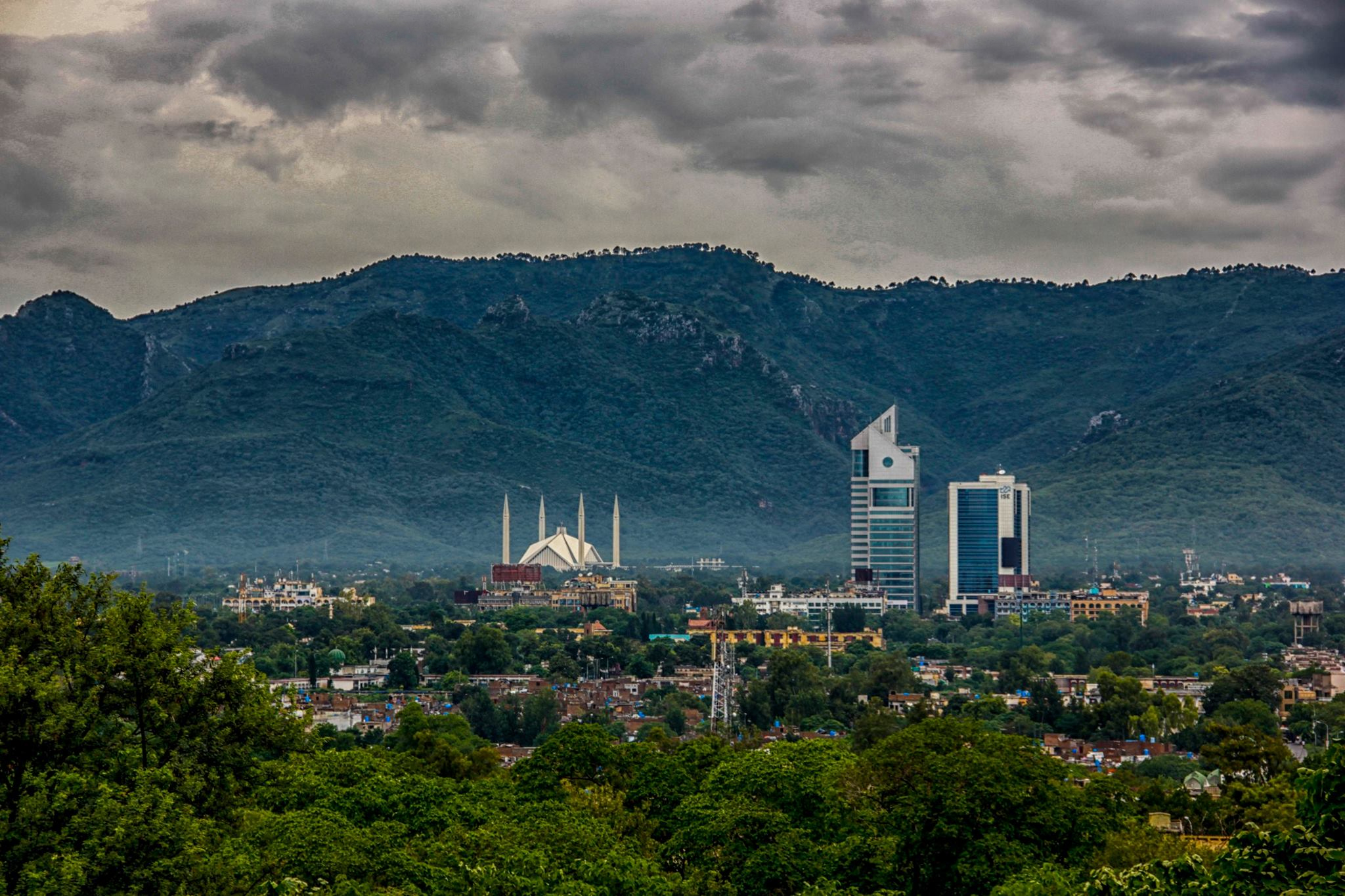
Mezquita Faisal.

## Arquitectura
La ciudad presenta rasgos tanto de la arquitectura moderna como de la antigua, siendo la Torre Saudi-Pak un buen ejemplo de ello. La enorme Mezquita Faisal, uno de los edificios más representativos de la ciudad, es conocida por su singular arquitectura. Otros edificios significativos de la ciudad son el edificio de la Asamblea Nacional, que fue diseñado por Louis I. Kahn, la Casa de Pakistán, donde reside el presidente, los jardines botánicos y el edificio de la Biblioteca Nacional. 
La ciudad está dividida en ocho zonas, en función de su utilidad: área residencial, área industrial, industria ligera, comercio, distrito comercial, área educacional, enclave diplomático y gobierno, y cada una posee su propio parque.

## Geografía

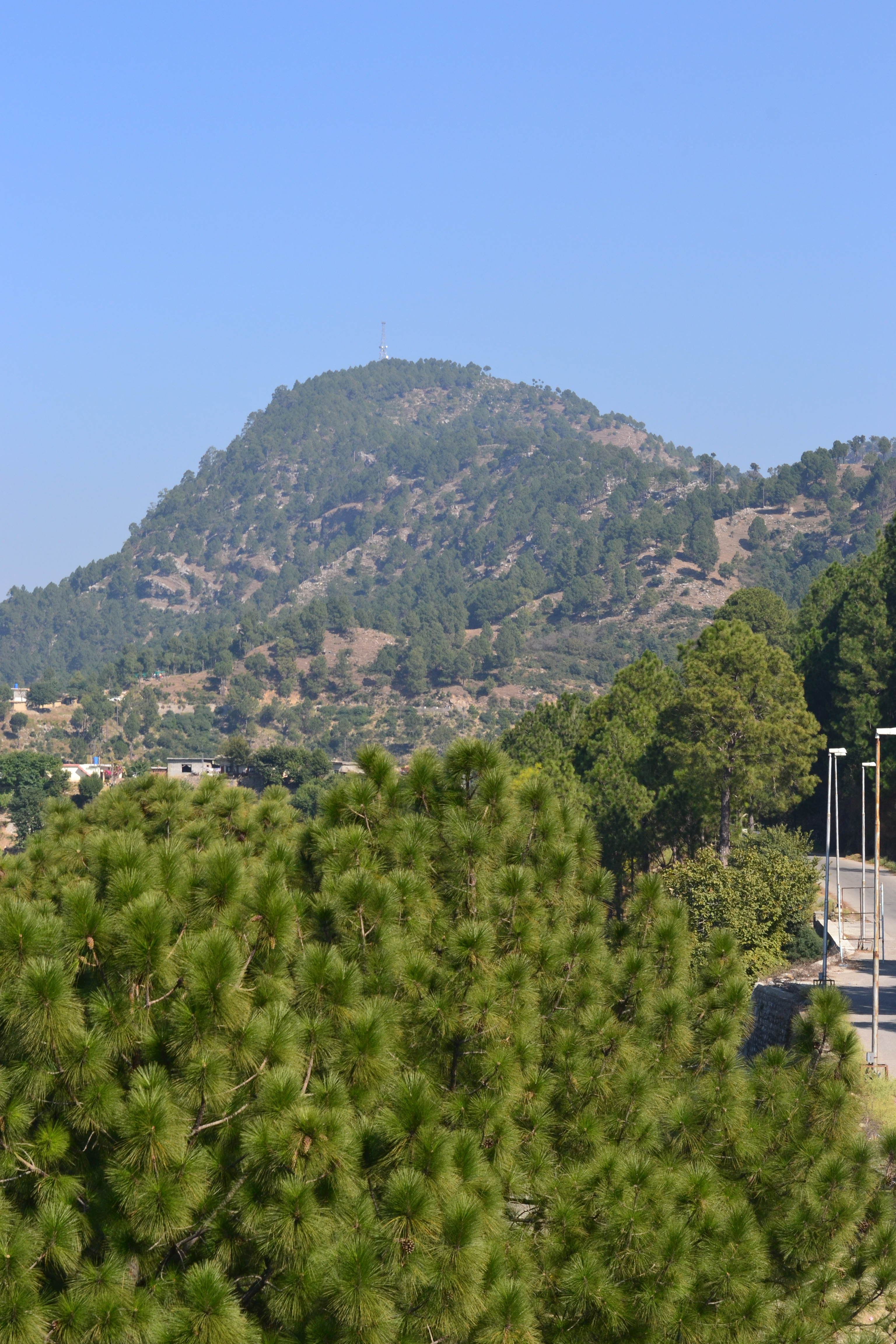
Tilla Charouni, con 1604 metros es el punto más alto en Islamabad

Islamabad está localizada en las coordenadas 33°26′N 73°02′E / 33.43, 73.04, en el extremo norte de la meseta de Potohar, en el territorio Capital de Islamabad. Su altitud es de 540 metros. La capital moderna y la antigua ciudad de Rawalpindi están lado a lado y se conocen comúnmente como ciudades gemelas, no existe un límite exacto entre las dos ciudades. Al noroeste de la ciudad está la estación de montaña Murree, y al norte el distrito de Haripur en Jaiber Pajtunjuá. Kahuta se encuentra en el sureste, Taxila, Wah Cantt, y el distrito de Attock al noroeste, Gujar Khan, Rawat, y Mandrah al sureste, y la metrópolis de Rawalpindi al sur y suroeste. Islamabad está localizada a 120 km de Muzaffarabad, a 185 km de Peshawar, a 295 km de Lahore, y a 300 km de Srinagar, la capital de Jammu y Cachemira en la India.
La ciudad de Islamabad tiene una extensión de 906 km². Además la ciudad forma parte de un área de 2717 km² conocida como Área Especificada, con las colinas Margala al norte y noreste. La parte sur de la ciudad es una llanura ondulada, drenada por el río Kurang, donde se encuentra la presa de Rawal.

### Clima
El microclima de la zona es regulado por tres lagos artificiales (Rawal, Simli and Janpur Dam). La ciudad tiene un clima extremo con veranos calientes con lluvias monzónicas que ocurren en julio y agosto, e inviernos más bien fríos que hacen nevar en las colinas.
| Parámetros climáticos promedio de Islamabad (1961–1990)            | Parámetros climáticos promedio de Islamabad (1961–1990) | Parámetros climáticos promedio de Islamabad (1961–1990) | Parámetros climáticos promedio de Islamabad (1961–1990) | Parámetros climáticos promedio de Islamabad (1961–1990) | Parámetros climáticos promedio de Islamabad (1961–1990) | Parámetros climáticos promedio de Islamabad (1961–1990) | Parámetros climáticos promedio de Islamabad (1961–1990) | Parámetros climáticos promedio de Islamabad (1961–1990) | Parámetros climáticos promedio de Islamabad (1961–1990) | Parámetros climáticos promedio de Islamabad (1961–1990) | Parámetros climáticos promedio de Islamabad (1961–1990) | Parámetros climáticos promedio de Islamabad (1961–1990) | Parámetros climáticos promedio de Islamabad (1961–1990) |
| Mes                                                                | Ene.                                                    | Feb.                                                    | Mar.                                                    | Abr.                                                    | May.                                                    | Jun.                                                    | Jul.                                                    | Ago.                                                    | Sep.                                                    | Oct.                                                    | Nov.                                                    | Dic.                                                    | Anual                                                   |
| ------------------------------------------------------------------ | ------------------------------------------------------- | ------------------------------------------------------- | ------------------------------------------------------- | ------------------------------------------------------- | ------------------------------------------------------- | ------------------------------------------------------- | ------------------------------------------------------- | ------------------------------------------------------- | ------------------------------------------------------- | ------------------------------------------------------- | ------------------------------------------------------- | ------------------------------------------------------- | ------------------------------------------------------- |
| Temp. máx. abs. (°C)                                               | 26.1                                                    | 30.0                                                    | 34.0                                                    | 40.6                                                    | 45.6                                                    | 49.0                                                    | 44.4                                                    | 42.0                                                    | 38.1                                                    | 36.7                                                    | 32.2                                                    | 27.2                                                    | 49.0                                                    |
| Temp. máx. media (°C)                                              | 17.1                                                    | 19.1                                                    | 23.9                                                    | 30.1                                                    | 35.3                                                    | 38.7                                                    | 35.0                                                    | 33.4                                                    | 33.5                                                    | 30.9                                                    | 25.4                                                    | 19.7                                                    | 28.5                                                    |
| Temp. media (°C)                                                   | 10.1                                                    | 12.1                                                    | 16.9                                                    | 22.6                                                    | 27.5                                                    | 31.2                                                    | 29.7                                                    | 28.5                                                    | 27.0                                                    | 22.4                                                    | 16.5                                                    | 11.6                                                    | 21.3                                                    |
| Temp. mín. media (°C)                                              | 2.6                                                     | 5.1                                                     | 9.9                                                     | 15.0                                                    | 19.7                                                    | 23.7                                                    | 24.3                                                    | 23.5                                                    | 20.6                                                    | 13.9                                                    | 7.5                                                     | 3.4                                                     | 14.1                                                    |
| Temp. mín. abs. (°C)                                               | −3.9                                                    | -2.0                                                    | −0.3                                                    | 6.1                                                     | 11.0                                                    | 15.0                                                    | 17.8                                                    | 17.0                                                    | 13.3                                                    | 5.7                                                     | −0.6                                                    | −2.8                                                    | -3.9                                                    |
| Precipitación total (mm)                                           | 56.1                                                    | 73.5                                                    | 89.8                                                    | 61.8                                                    | 39.2                                                    | 62.2                                                    | 267.0                                                   | 309.9                                                   | 98.2                                                    | 29.3                                                    | 17.8                                                    | 37.3                                                    | 1142.1                                                  |
| Horas de sol                                                       | 195.3                                                   | 189.3                                                   | 201.5                                                   | 252.0                                                   | 313.1                                                   | 300.0                                                   | 263.5                                                   | 251.1                                                   | 261.0                                                   | 275.9                                                   | 249.0                                                   | 195.3                                                   | 2947.0                                                  |
| Fuente n.º 1: HKO                                                  |                                                         |                                                         |                                                         |                                                         |                                                         |                                                         |                                                         |                                                         |                                                         |                                                         |                                                         |                                                         |                                                         |
| Fuente n.º 2: NOAA (extremes, daily mean temeperatures, 1961-1990) |                                                         |                                                         |                                                         |                                                         |                                                         |                                                         |                                                         |                                                         |                                                         |                                                         |                                                         |                                                         |                                                         |

## Demografía

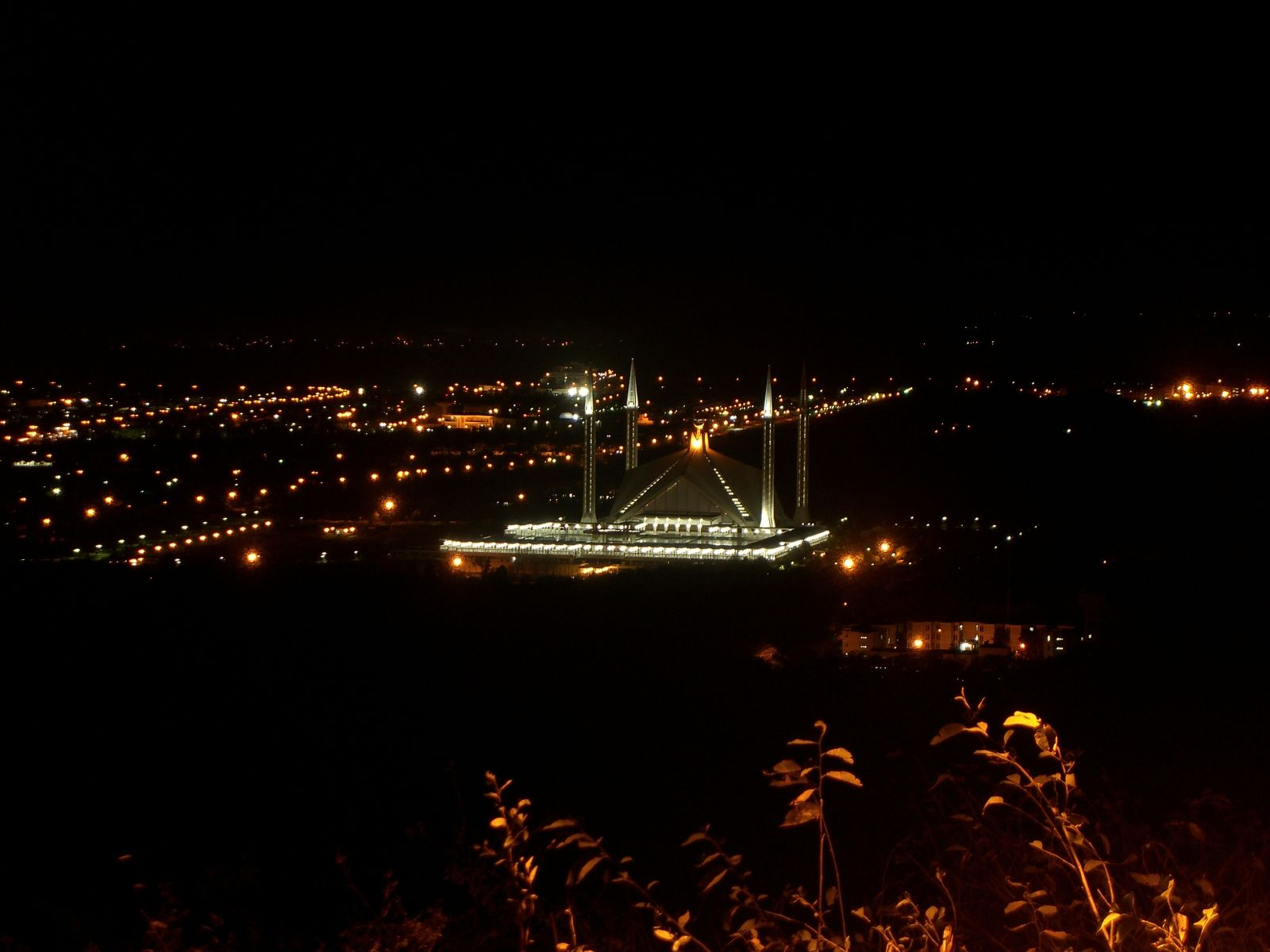
Vista nocturna de la mezquita Faisal y el vecindario que la rodea, Islamabad, Pakistán.

Islamabad tenía una población estimada de 805 235 habitantes según datos del censo de 1998, que de acuerdo con la estimación de la Organización del Censo de Población de Pakistán, aumentó a alrededor de 2 millones en 2012. El urdu, la lengua nacional y uno de los idiomas oficiales del país, se habla predominantemente dentro de la ciudad debido a la mezcla étnica de las poblaciones. El inglés también es ampliamente utilizado. Otras lenguas incluyen punyabí, pastún y pothohari. La lengua materna de la mayoría de la población es el punyabí. El 15% de la población son hablantes nativos de sindhi, el 10% de pastún, y el 8% de otros idiomas. La mayoría de población migrante de la ciudad procede de Punyab. Alrededor de 590 614 emigraron de Sind y Jaiber Pajtunjuá, 24 438 de Azad Cachemira, y 21 372 de otros países. Las poblaciones más pequeñas emigraron de las zonas tribales bajo administración federal, Baluchistán y Gilgit-Baltistán.
Alrededor de 59,38% de la población se encuentra en el grupo de edad de 15 a 64 años. Solo el 2,73% de la población es mayor de 65 años de edad; 37,90% está por debajo de la edad de 15 años. Islamabad tiene la mayor tasa de alfabetización en Pakistán, con 88%. El 9,8% de la población tiene educación intermedia (equivalente a los grados 11 y 12). 10,26% tienen una licenciatura, mientras que el 5,2% tiene una maestría. La fuerza de trabajo de Islamabad es de 185 213, y la tasa de desempleo es del 15,70%.
El islam es la religión predominante en la ciudad, con el 95,53% de musulmanes. En las zonas rurales este porcentaje es del 98,80%, mientras que en las zonas urbanas el porcentaje de musulmanes es de 93,83%. La segunda religión es el cristianismo, con el 4,07% de la población, 0,94% en las zonas rurales y el 5,70% en la ciudad. El hinduismo representa el 0,02% de la población, y 0,03 de otras minorías.

## Economía

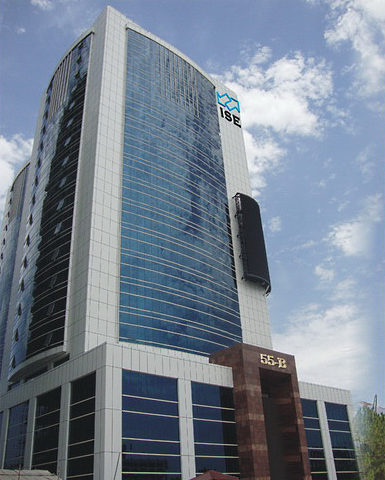
Sede de la bolsa de valores de Islamabad.

Islamabad es contribuyente neta a la economía pakistaní, ya que mientras tiene solo el 0,8% de la población, aporta el 1% del PIB del país. La bolsa de valores de Islamabad, fundada en 1989, es la tercera mayor de Pakistán tras la bolsa de valores de Karachi y la de Lahore. La bolsa tiene 118 miembros, 104 personas jurídicas y 18 miembros individuales. El volumen medio diario de la bolsa es de más de 1 millón de acciones. A partir de 2012, el LTU de Islamabad (Large Tax Unit) fue el responsable de 371 mil millones de rupias en ingresos fiscales, lo que equivale al 20% del total de los ingresos recaudados por Junta Federal de Recaudación.
Islamabad ha visto una expansión en las tecnologías de la información y la comunicación, con la adición de dos Parques Tecnológicos, que albergan numerosas empresas tecnológicas nacionales y extranjeras. Los parques tecnológicos están localizados en Evacuee Trust Complex y Awami Markaz. 36 compañías TI en Awami Markaz y 29 en Evacuee Trust. Los centros de llamadas para las empresas extranjeras también es otra área importante de crecimiento, el gobierno está haciendo esfuerzos para reducir los impuestos hasta en un 10% para fomentar las inversiones extranjeras en el sector de la tecnología de la información. La mayoría de las empresas de propiedad estatal de Pakistán como PIA, PTV, PTCL, OGDCL y Zarai Taraqiati Bank Ltd. están basadas en Islamabad. La sede de los principales operadores de telecomunicaciones, como PTCL, Mobilink, Telenor, Ufone, y China Mobile se encuentran en Islamabad.

## Salud

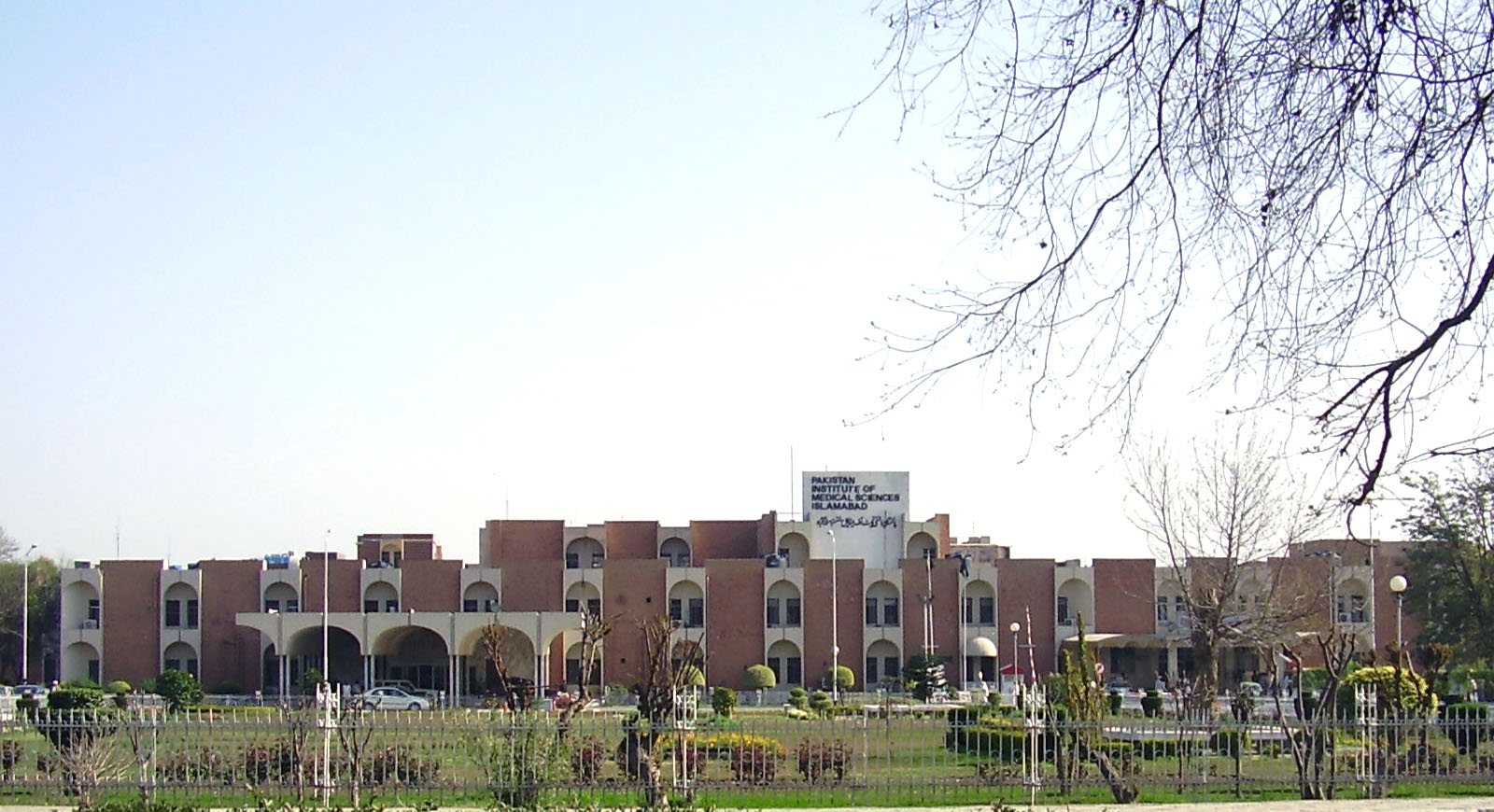
Instituto de Ciencias Médicas de Pakistán (PIMS)

Islamabad tiene la tasa de mortalidad infantil más baja en el país, con 38 muertes por cada mil, en comparación con el promedio nacional de 78 muertes por cada mil. El mayor hospital de Islamabad es el Instituto de Ciencias Médicas de Pakistán (PIMS por sus siglas en inglés). Fue establecido en 1985 como un instituto de enseñanza y formación de médicos. El PIMS funciona como un centro nacional de referencia y proporciona diagnósticos especializados y servicios de curación. El hospital cuenta con 30 grandes departamentos médicos. El hospital de Islamabad es el componente principal con una instalación de 592 camas y 22 especialidades médicas y quirúrgicas. El hospital de niños es un hospital de 230 camas, completado en 1985. Contiene seis grandes instalaciones: quirúrgicas y especialidades afines, médicas y especialidades afines, equipos de diagnóstico, quirófano, cuidados intensivos (NICU, PICU, aislamiento y servicio de emergencias), y un banco de sangre. El centro de salud materno-infantil es un centro de formación, con un hospital adjunto de 125 camas, que ofrece diferentes servicios clínicos y operacionales.
El Hospital General e instituto de enseñanza PAEC, fundado en 2006, está afiliado a la Comisión de Energía Atómica de Pakistán. El hospital cuenta con instalaciones de 100 camas y 10 departamentos: obstetricia y ginecología, pediatría, medicina general, cirugía, unidad de cuidados intensivos/unidad de cuidados coronarios, ortopedia, oftalmología, anatomía patológica, radiología y departamento dental. El Hospital Internacional Shifa es un hospital docente en Islamabad, fue fundado en 1987 y convertido en una compañía pública en 1989. El hospital cuenta con 70 consultores calificados en casi todas las especialidades, 150 camas e instalaciones en 35 especialidades diferentes. De acuerdo con la Oficina Federal de Estadística del Gobierno de Pakistán, en 2008 había 12 hospitales, 76 dispensarios y 5 Centros de Maternidad y Bienestar Infantil en la ciudad, con un total de 5158 camas.

## Transporte

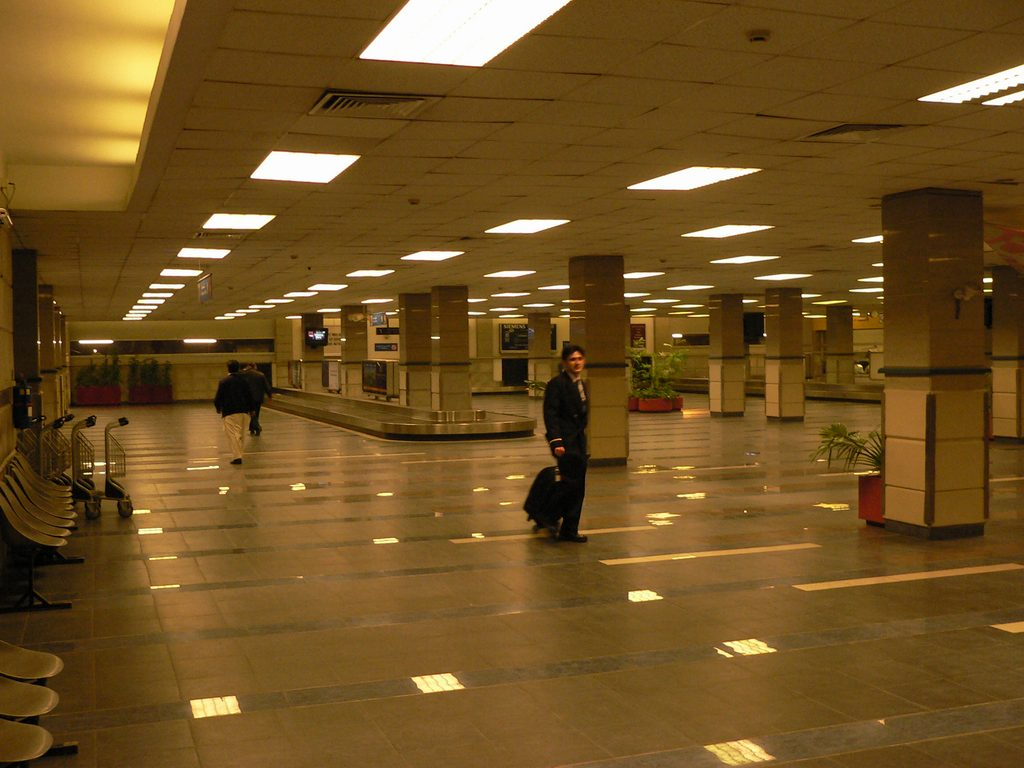
Aeropuerto Internacional Benazir Bhutto

Islamabad tiene conexión con los principales destinos del mundo gracias al Aeropuerto Internacional Benazir Bhutto, que antes se llamaba Aeropuerto Internacional de Islamabad. Este aeropuerto es el tercero de Pakistán y se encuentra fuera de Islamabad, en Chaklala (Rawalpindi). En el año fiscal 2004/05 tuvo más de 2,88 millones de pasajeros y se registraron 23 436 vuelos.
En Fateh Jang se está construyendo el nuevo aeropuerto de la ciudad, el Aeropuerto Internacional Islamabad Gandhara, para poder hacer frente al incremento de pasajeros. Cuando esté terminado, este aeropuerto será el mayor del país. Su construcción costará 400 millones de dólares estadounidenses, y su finalización está prevista para 2014.
Se puede ir a todas las principales localidades gracias a trenes regulares desde la estación de ferrocarril de Islamabad y servicios de autobús que parten principalmente de la ciudad vecina de Rawalpindi. Lahore y Peshawar están conectadas con Islamabad a través de una red de autopistas, que han reducido significativamente la duración de los trayectos entre estas ciudades. La autopista M2 tiene una longitud de 367 km y conecta Islamabad con Lahore. La autopista M1 conecta Islamabad con Peshawar y tiene una longitud de 155 km. Islamabad está conectada con Rawalpindi con el Imtercambiador Faizabad, que tiene un tráfico diario de unos 48 000 vehículos.

## Deporte
La ciudad cuenta con un complejo multideportivo en la zona de Aabpara. Este complejo incluye el Liaquat Gymnasium para la práctica de deportes indoor, el Mushaf Squash Complex, y el estadio Jinnah para deportes al aire libre, que es el estadio donde normalmente se disputan los encuentros internacionales. En este estadio se celebraron los Juegos de Asia del Sur de 2004.
Los principales deportes en la ciudad son el fútbol, críquet, squash, hockey, tenis de mesa y boxeo. El Islamadab Golf Club cuenta con 27 hoyos. Otros campos de golf de la ciudad son el Navy, con 18 hoyos, y el Air Force, con 9. En el lago Rawal hay algunas instalaciones modestas para la práctica de deportes acuáticos. También hay varias vías de escalada en las Margalla Hills.

## Ciudades hermanadas
- Bogotá, Colombia
- Ankara,[44] Turquía
- Pekín,[45] China
- París, Francia (ciudad amiga)
- Fráncfort del Meno, Alemania
- Sídney, Australia
- Riad, Arabia Saudita
- Colonia, Alemania
- Amán,[46] Jordania
- Yakarta,[47] Indonesia
- Seúl,[48] Corea del Sur.